# 科比 (英國)
科比（英語：Corby）是英國英格蘭的一個市和區，屬於北安普敦郡。科爾比位於北安普敦郡東北23英里（37），2011年英國人口普查時有人口61,300人。

## 友好城市
- 法國 沙泰勒罗